# Carraire
Pour les articles homonymes, voir Chemin.

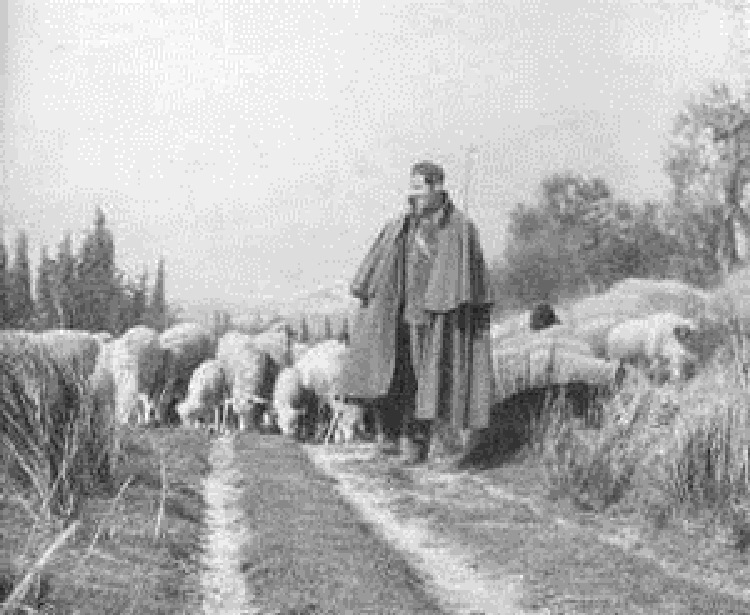
Transhumance sur une draille en Basse-Provence.

Une carraire, carraïre, carrerade, ou encore cairade, est un chemin de passage de circulation animale, parfois encaissé. 
C'est le nom donné à une draille, dans l'est de la Provence, pour désigner notamment une sente permettant à un mulet avec son bât de rejoindre un champ enclavé. 
On en trouve encore trace sur le cadastre comme d'une voie entre deux terrains, souvent « embâclée » ou « annexée » par les riverains. 
Les troupeaux se rendent sur les pâturages en suivant des chemins en limite des domaines et des castra.

## Histoire des carraires
Elles sont issues de coutumes remontant aux XIIe et XIVe siècles instaurées par les Comtes de Provence, et se développent à partir du XVIe siècle.

## Les chemins et le droit
Historiquement, les Comtes de Provence donnèrent le droit de passage pour permettre le passage des troupeaux de moutons partant de la basse Provence (Bouches du Rhône, Var) vers la Haute Provence, lors de la transhumance
Concernant les conditions des droits de passage, aujourd'hui, la Cour de Cassation a toutefois rappelé, par décision du 17 septembre 2008, que la servitude de passage est une servitude discontinue qui ne peut faire l’objet d’aucune prescription acquisitive et ne peut s’établir que par titre.